# Joris Vandenbroucke
Pour les articles homonymes, voir Vandenbroek.
 (mai 2022).
Si vous disposez d'ouvrages ou d'articles de référence ou si vous connaissez des sites web de qualité traitant du thème abordé ici, merci de compléter l'article en donnant les références utiles à sa vérifiabilité et en les liant à la section « Notes et références ».
Joris Vandenbroucke, né le 7 décembre 1976 à Louvain, est un homme politique belge, membre de Vooruit, ex-membre de Spirit.
Il est licencié en histoire.[réf. souhaitée]

## Biographie
Joris Vandenbroucke nait le 7 décembre 1976 à Louvain.
Le 20 juin 2019, il devient député fédéral à la Chambre des représentants.

## Fonctions politiques
- 2001-2004 Conseiller communal Volksunie à Louvain
- 2007-     Conseiller CPAS à Beringen
- 2008-     Conseiller communal à Beringen
- 2005-2009 Député au Parlement flamand
- 2014-2019 Député flamand en remplacement de Daniël Termont
- 2019-     Député fédéral à la Chambre des représentants